# Thelotrema formosanum
Thelotrema formosanum är en lavart som beskrevs av Zahlbr. 1933. Thelotrema formosanum ingår i släktet Thelotrema och familjen Thelotremataceae.   Inga underarter finns listade i Catalogue of Life.